# گوگردی‌های والوچگر
گوگردی‌های والوچگر (Dismorphiinae) زیرخانواده‌ای از خانواده کاهی‌بالان هستند. والوچگرهای دیسمورفیا سرده‌ای از این زیرخانواده است.

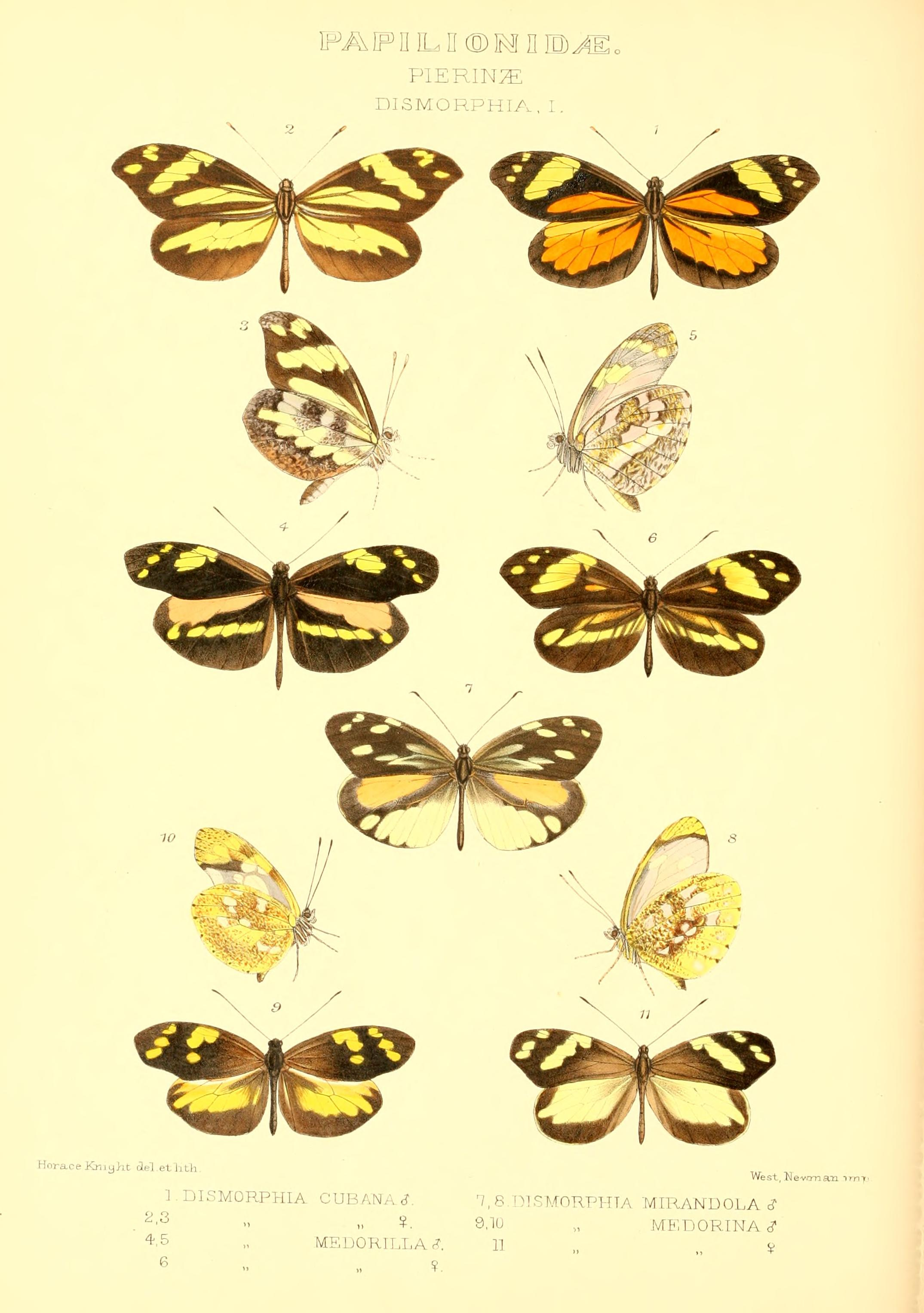
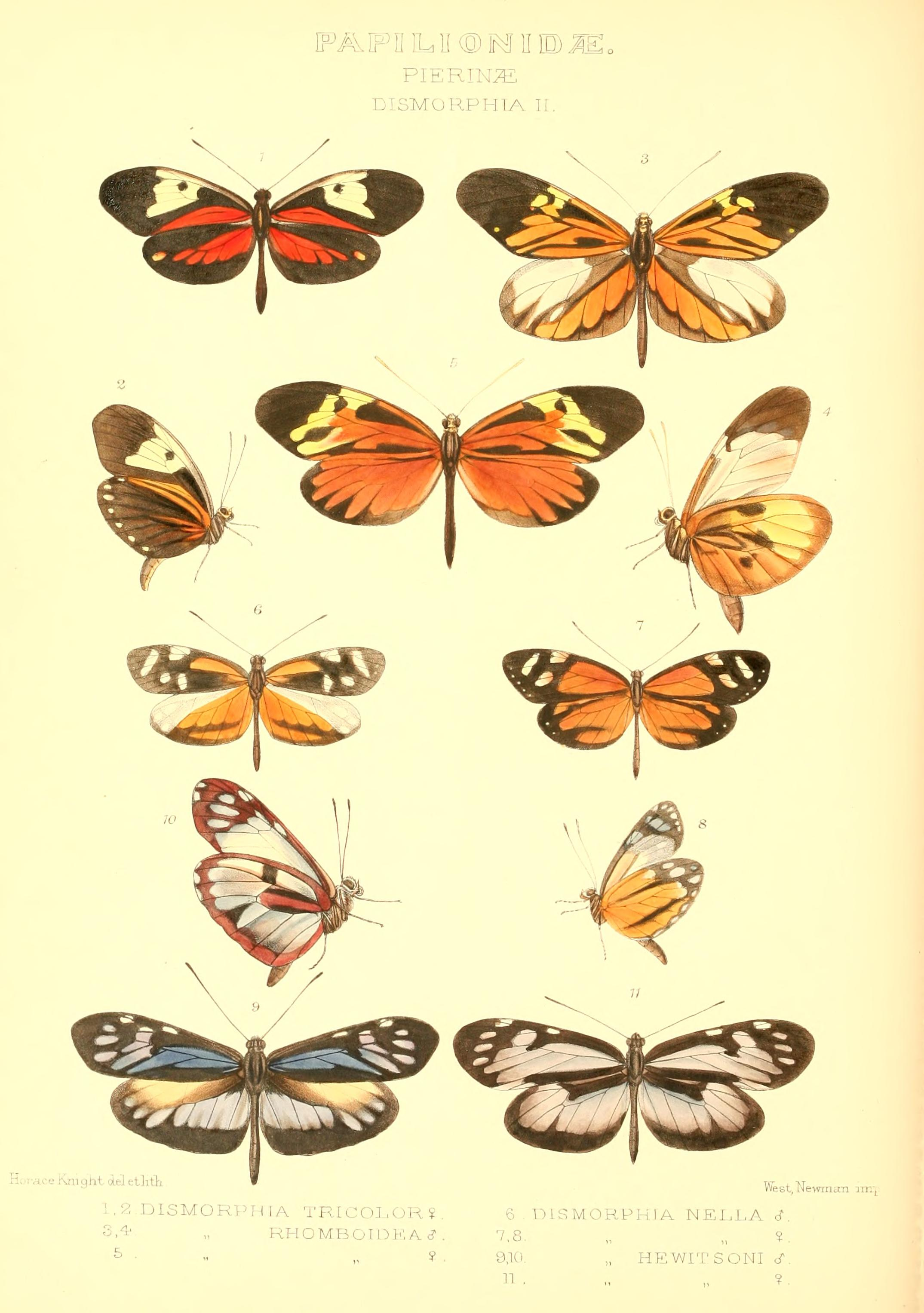
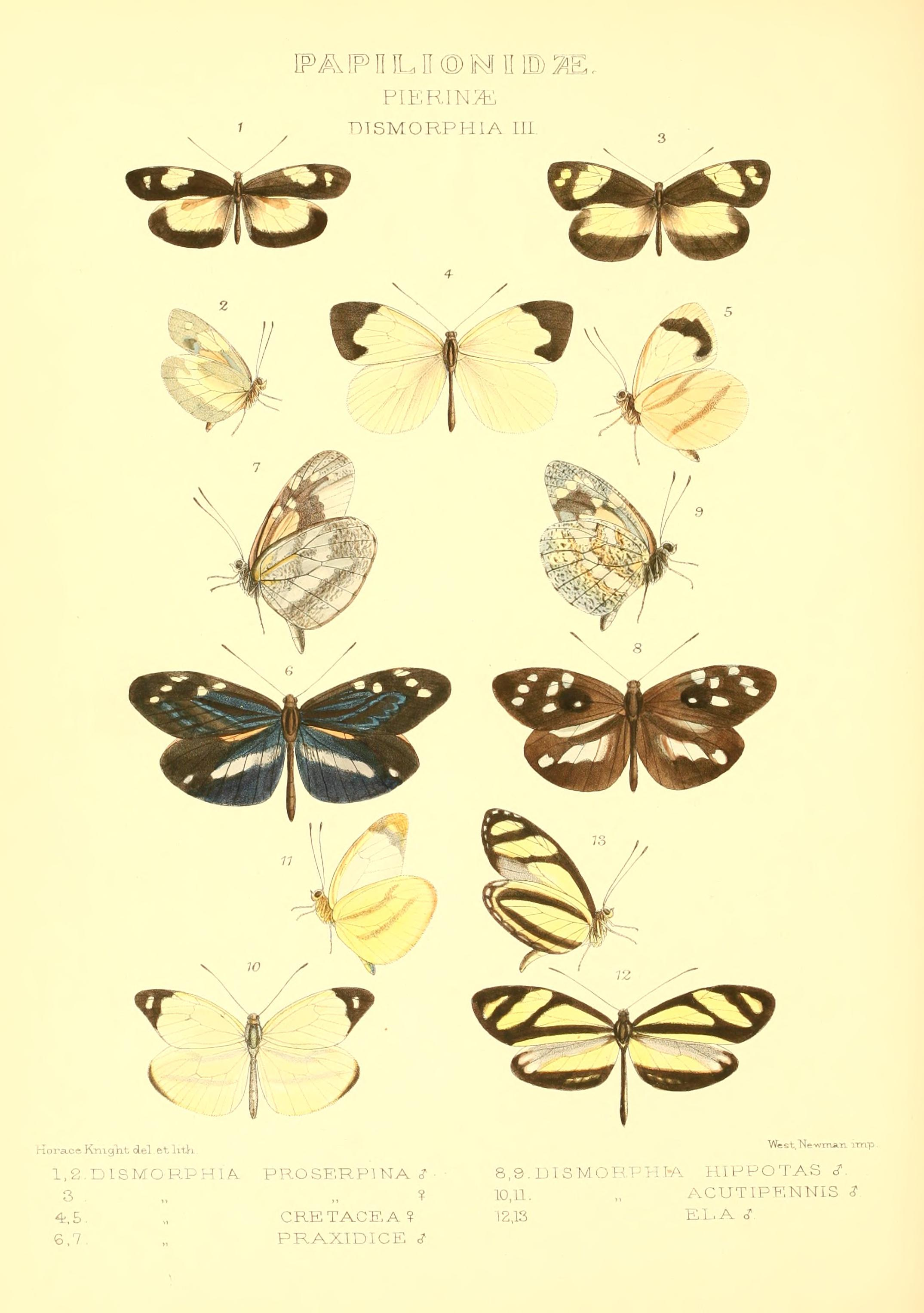

## سرده‌ها
- Dismorphia Hübner, 1816
- Enantia Hübner, 1819]
- Lieinix Gray, 1832
- Leptidea Billberg, 1820
- Moschoneura Butler, 1870
- Patia Klots, 1933
- Pseudopieris Godman & Salvin, 1890